# Manor (azienda)
Manor è una catena di grandi magazzini svizzera, con sede a Basilea. Il gruppo Manor raggruppa i grandi magazzini Manor e la catena di negozi per lo sport Athleticum. Con una quota di mercato superiore al 60%, la rete aziendale si compone di 69 punti vendita che impiegano oltre 10.600 dipendenti. Il gruppo, di proprietà della Maus Frères Holding di Ginevra, genera un giro d'affari di circa 3 miliardi di CHF.

## Storia
La denominazione Manor deriva dalla combinazione dei cognomi dei fondatori Maus e Nordmann, adottata a partire dal 1965. L'unificazione del nome ha avuto luogo per tutta la Svizzera nel 2000 e si è svolta sotto l'ex amministratore delegato Rolando Benedick. Prima di allora, c'erano numerosi nomi che erano ancorati a livello regionale. Questo è spiegato dalla storia del gruppo. Per alcuni grandi magazzini, i fratelli Maus erano inizialmente solo un fornitore, e poi un azionista di minoranza. I nomi di famiglia, di campo o di casa originali e ancorati localmente dei grandi magazzini sono rimasti per decenni.
I fratelli Ernest Maus, Henri Maus e Léon Nordmann hanno aperto il primo grande magazzino nel 1902 a Lucerna con il nome "Léon Nordmann". Seguirono altri grandi magazzini di questa azienda a Soletta, Olten, Willisau, Emmenbrücke e Zug. Un grande magazzino fondato a Svitto nel 1892 in seguito operò anche con il nome "Nordmann", così come "Au petit Bénéfice" a Bienne. Dal 1933 al 1945 l'espansione fu interrotta dal divieto di aprire nuove filiali.

### Svizzera occidentale
Nel 1957, Nordmann fondò un grande magazzino a Delsberg con il nome «Gérard Nordmann», che operava con il nome «Galeries du Jura» dal 1964, prima di essere ribattezzato «La Placette» nel 1987. Questo nome deriva dal grande magazzino aperto a Losanna nel 1951, seguito nel 1963 da un grande magazzino con lo stesso nome a Ginevra. C. Bladt gestiva un grande magazzino a suo nome in Payerne, poi con filiali in Moudon e Estavayer-le-Lac. Più tardi, anche i grandi magazzini della famiglia Bladt apparvero come Placette. Nel 2000 tutte queste case hanno cambiato nome in Manor. In Neuchâtel un piccolissimo grande magazzino che non esiste più si chiamava “Au Louvre”, quello di Freiburg im Üechtland “Aux trois Tours”. Anche le "Galeries du Léman" di Vevey, le "Nouvelles Galeries Martin" e "Porte Neuve" sono diventate grandi magazzini Manor.

### Svizzera tedesca
Un grande magazzino "Au Louvre" divenne "Magazine zum Greifen" nel 1924 e "Magazine zur Rheinbrücke" nel 1926, il più noto grande magazzino di Basilea.
Il grande magazzino Brann sulla Bahnhofstrasse di Zurigo è stato rilevato da Oscar Weber e gestito con il suo nome. Nel 1984 passò sotto l'egida di Maus Frères e ricevette il nome «Vilan», che all'epoca era comune nella Svizzera orientale. L'edificio non appartiene a Manor ma a Swiss Life. Dopo una lunga controversia legale sull'importo dell'affitto e un'offerta di acquisto respinta da Manor, questo verrà chiuso a fine gennaio 2020, poiché Swiss Life si aspetta un reddito da locazione più elevato affittando uno spazio nell'edificio per uffici o boutique.
Grandi magazzini ad Aarau, Baden, Wohlen, San Gallo, Sargans e dal 1956 a Coira. A Buchs c'era il grande magazzino «Modern» che divenne Vilan nel 1986. L'ex magazzino ad Amriswil è nato dal grande magazzino "Schmid-Fischer" (poi Bodan e Vilan; Schmid era anche a Uzwil).
A Liestal il nome del grande magazzino fondato nel 1943 era "Kaufhaus zum Tor" e in Schaffhausen i Maus fondarono una filiale nel 1955 in una casa del centro storico, un ex albergo, che diedero il nome della casa, "Kaufhaus zum Schwanen". Il grande magazzino Hauser di Altdorf (UR) andò a fuoco nel 1995 e non è mai stato ricostruito. La famiglia "Keller-Ullmann" di Rapperswil gestiva un grande magazzino in quella città, successivamente con filiali a Lachen, Rüti, Wattwil e Schattdorf. Successivamente le filiali furono chiamate «Vilan», risp. Etichettato come «Manor», ma è entrato in possesso dei fratelli Maus solo nel 2009.

### Ticino
In Ticino, insieme al nome, è stata rilevata «Innovazione», fondata nel 1911.
Oggi la società che gestisce Manor in Ticino è denominata Grandi Magazzini Manor Sud SA.

## Aspetto

Logo fino al 2008

Logo 2008–2017

Logo dal 2017

I grandi magazzini gestiti o forniti da Maus/Nordmann sono apparsi all'inizio con nomi diversi, ma con lo stesso carattere tipografico. Negli anni '60 si trattava di un carattere tipografico inclinato da sinistra a destra, successivamente la scritta adottata da Manor con il sigillo rosso, una barra e poi il nome in corsivo grassetto.
Nel 2008, Manor si è data un nuovo look con un rebrand, incluso un nuovo logo e la promessa del marchio donnons du style à la vie.
A maggio 2017 il logo della catena di grandi magazzini è stato nuovamente modificato. Il sigillo rosso del logo, il familiare nido d'ape rosso, ora è composto da quattro gocce rosse invece di sei esagoni rossi. Il precedente Slogan è stato sostituito con Special Everyday.

## Assortimento e carta cliente
La gamma Manor è composta da marca privata come Manor Woman, Manor Man, Manor Collections, oltre ad articoli di marca. Manor si posiziona nel segmento di prezzo medio. A settembre 2019, The fair milk è stato aggiunto all'assortimento. A novembre 2019, il supermercato online Farmy.ch ha aggiunto 130 alimenti biologici del marchio proprio Manor alla sua gamma.
Nel 2021 è partito un test per realizzare spazi vendita Decathlon in negozi Manor.
Sempre dallo stesso anno la francese Fnac ha siglato un contratto con Manor per implementare 23 aree di vendita aggiuntive nei suoi grandi magazzini.
La carta cliente Manor myOne è stata lanciata nel 2003. Nel settembre 2013 Manor è stata lanciata come primo rivenditore svizzero per titolari di Carta cliente Manor Sistema per il pagamento mobile tramite app. Da luglio 2020, la carta cliente Manor è stata sostituita da una Mastercard, emessa da Viseca Card Services SA.

## Rete di vendita

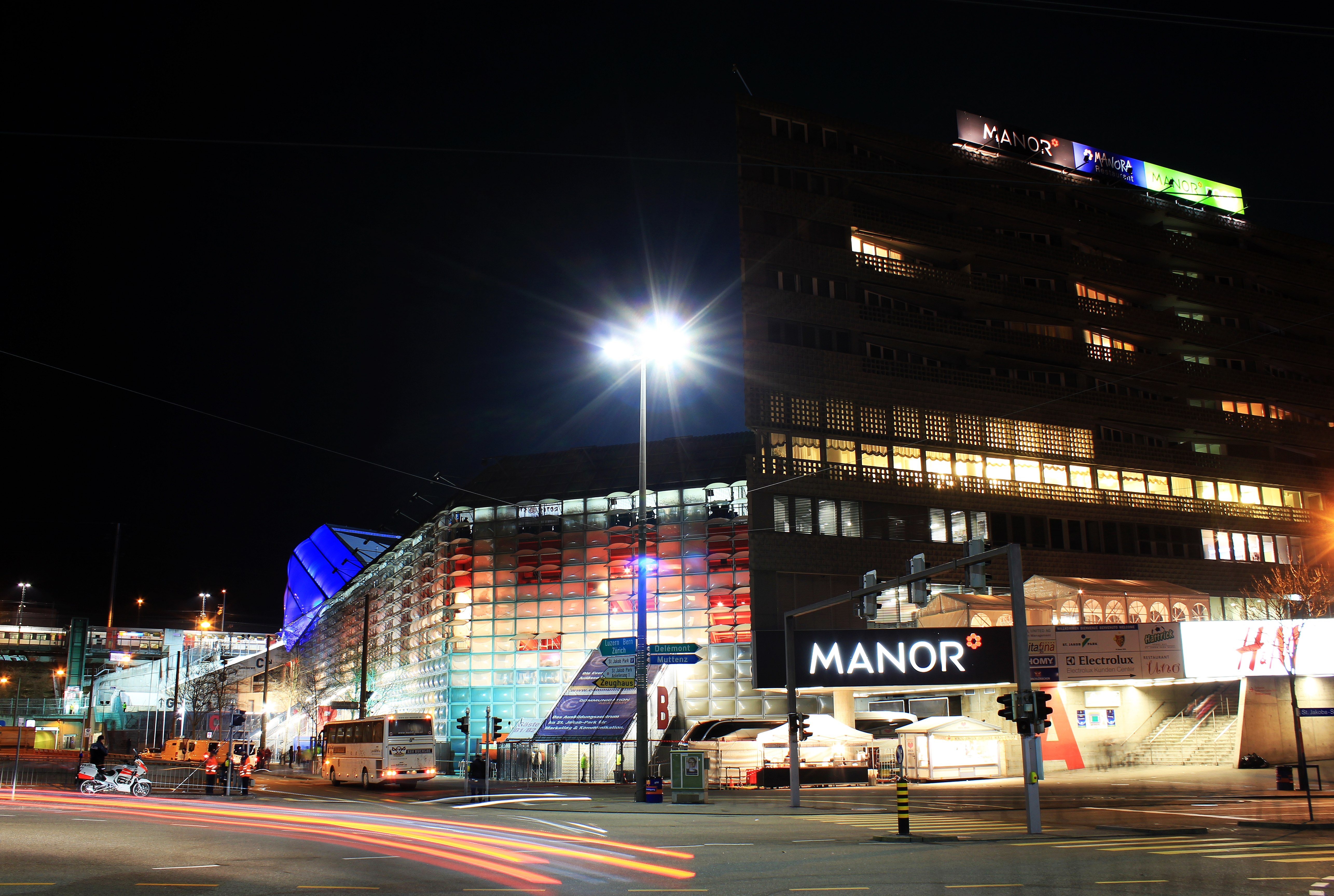
Manor a Basilea

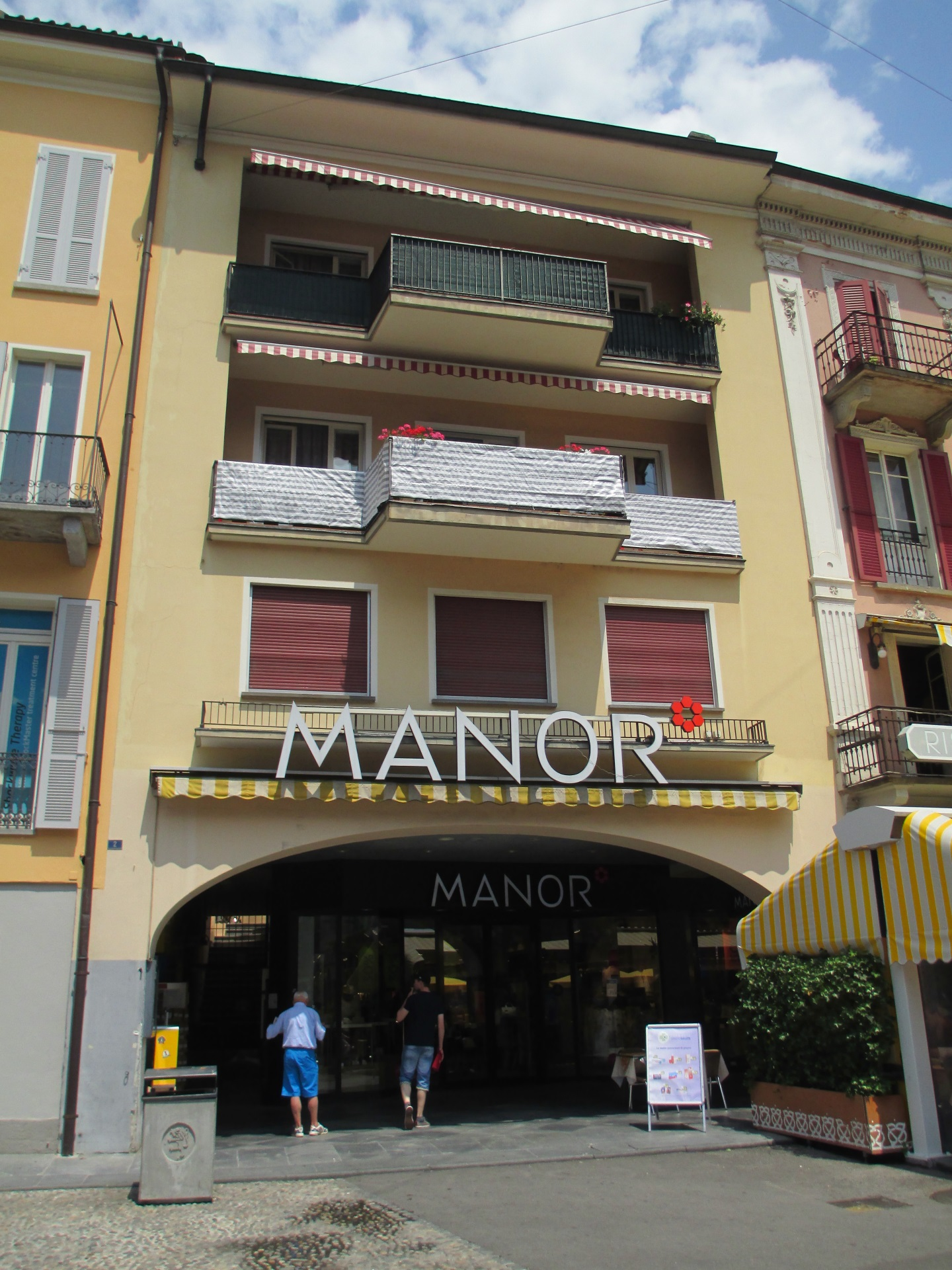
Manor a Locarno

Alla fine del 2023 la rete di vendita era così composta:
| La rete Manor      | Punti Vendita (Unità) |
| ------------------ | --------------------- |
| Manor              | 60                    |
| Manor Food         | 24                    |
| Manor Outlet       | 7                     |
| Manora Fresh to go | 5                     |
| Manora Restaurant  | 22                    |
| Manora Pizza&Pasta | 1                     |